# 异极矿
异极矿（英語：Hemimorphite），化学式Zn4(Si2O7)(OH)2·H2O，是炉甘石的一种成分。它是一种硅酸盐矿物，与菱锌矿（ZnCO3）在历史上开采自锌矿和铅矿的上半部。这两种矿物曾被认为是同一种矿物并被归为炉甘石。在18世纪下半叶，人们才发现这两种不同的矿物都出现在炉甘石中。它们彼此非常相似。
异极矿是这两者中较为稀有的一种，得名于其晶体的异极形生长，这种不寻常的形式仅存在于少数几种矿物中，即晶体终止于不一样的表面。异极矿常常形成晶状外壳层，以及块状、粒状、球形或肾形的聚集体，具有同心条纹或针状的、纤维状、钟乳石状，极少数有扇形晶簇。
一些标本在短紫外波段（253.7 nm）表现出强烈的绿色荧光，在长紫外波段则表现出较弱的浅粉红色荧光。

## 产地

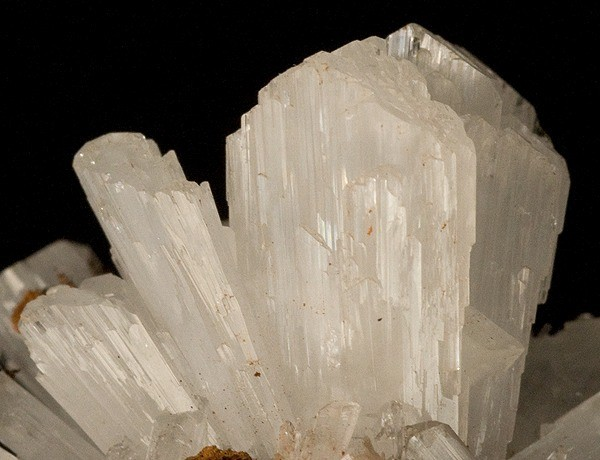
来自墨西哥杜兰戈州的异极矿（尺寸：2.9 x 2.1 x 2.0 cm）

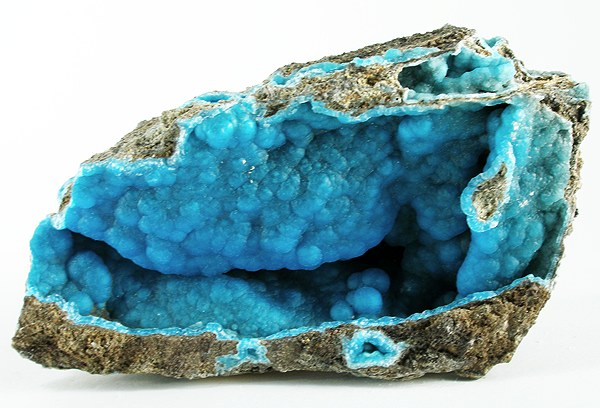
来自云南省文山市的蓝色异极矿（尺寸：9.2 x 4.8 x 3.1 cm）

异极矿多见于闪锌矿上半部分的氧化产物，并伴有其他次生矿物，形成所谓的“铁帽”。异极矿是一种重要的锌矿石，其中含多达54.2%的金属，以及硅、氧和氢。晶体一端钝，另一端锋利。
比利时-德国边境交界处以其交代异极矿的沉积而闻名，尤其是比利时维埃耶山和德国亚琛。其他矿床还有波兰上西里西亞的塔爾諾夫斯凱古雷地区；美国宾夕法尼亚州的菲尼克斯維爾附近、密蘇里州的铅-锌区、蒙大拿州的埃尔克霍恩、科羅拉多州的莱德维尔和新墨西哥州的欧根山脉）；以及北非的几个地方。泰国西部的Padaeng矿床、撒丁岛、西伯利亚的尼布楚、意大利的卡韦－德尔普雷迪尔、奥地利克恩顿州的普隆比耶尔和英格兰德比郡的馬特洛克也是异极矿的产地。

## 延伸閱讀
- Hurlbut, Cornelius S.; Klein, Cornelis, 1985, Manual of Mineralogy, 20th ed., ISBN 0-471-80580-7
- Boni, M., Gilg, H.A., Aversa, G., and Balassone, G., 2003, The "Calamine" of southwest Sardinia: Geology, mineralogy, and stable isotope geochemistry of supergene Zn mineralization: Economic Geology, v. 98, p. 731-748.
- Reynolds, N.A., Chisnall, T.W., Kaewsang, K., Keesaneyabutr, C., and Taksavasu, T., 2003, The Padaeng supergene nonsulfide zinc deposit, Mae Sod, Thailand: Economic Geology, v. 98, p. 773-785.